# Wafa Sultan

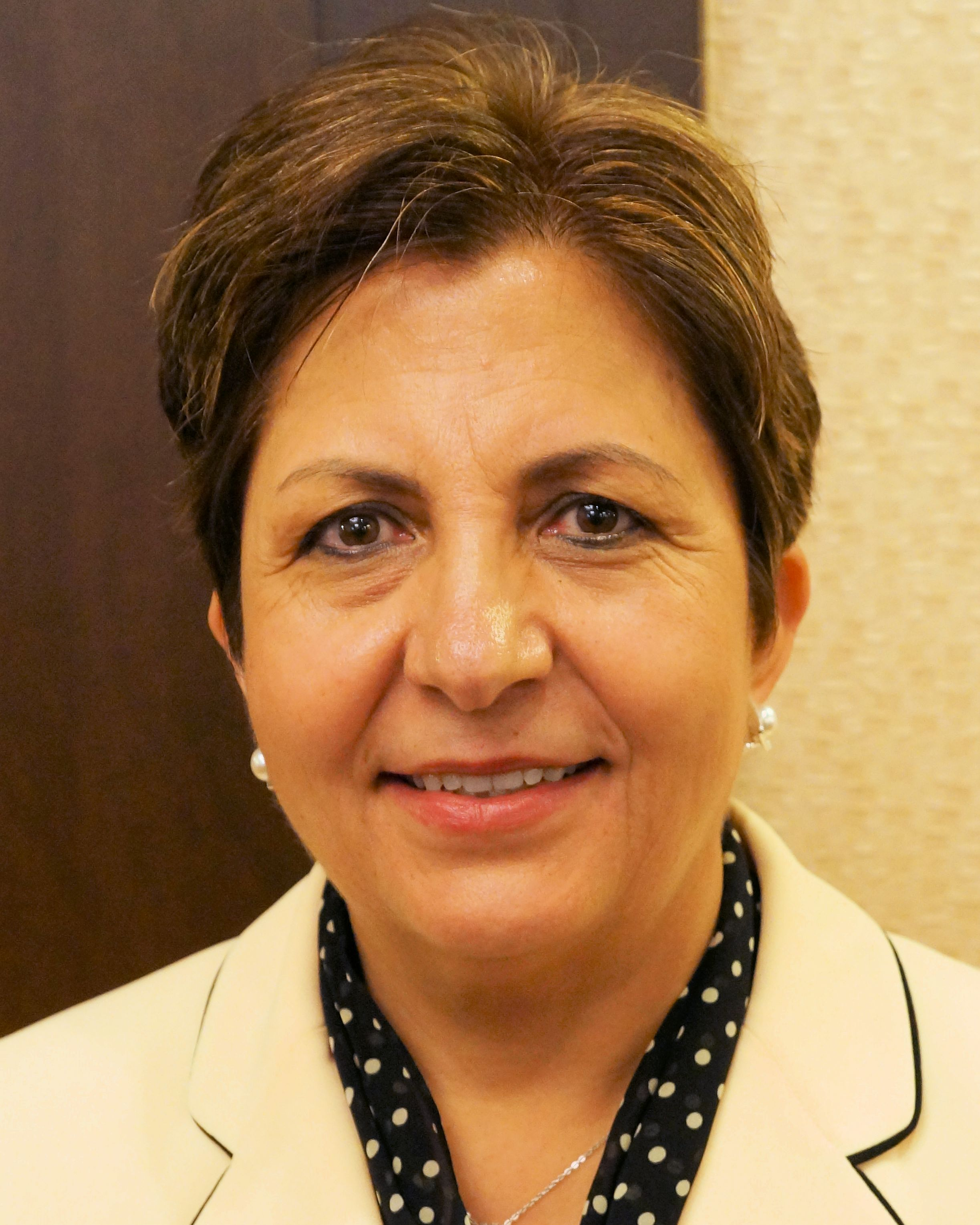
Wafa Sultan 2012

Wafa Sultan (arabisch وفاء سلطان Wafāʾ Sulṭān; * 1959 in Baniyas, Syrien) ist eine US-amerikanische Psychiaterin syrischer Herkunft.
Bekannt wurde sie durch ihr Engagement in politischen Debatten im Nahen Osten. Sie selbst wurde alawitisch erzogen, bezeichnet sich inzwischen aber wie die Mehrheit der Alawiten als säkular, seit sie Augenzeugin der Ermordung ihres Professors an der Universität von Aleppo durch Muslimbrüder gewesen sein will. Ihre Angabe, dass die Ermordung in der Universität erfolgt sei, soll aber von der Universität Aleppo bestritten worden sein. 1989 wanderte sie mit ihrem Mann David Sultan in die Vereinigten Staaten aus; beide sind inzwischen amerikanische Staatsbürger.
Sie hatte zwei spektakuläre Auftritte in Talkshows auf al-Dschasira. Ende 2005 diskutierte sie mit dem algerischen Islamisten Ahmad bin Muhammad über Terrorismus und religiöse Erziehung. Sie warf ihm vor, die Erziehung von Kindern zu Terroristen zu begünstigen, indem sie schon in jungen Jahren bestimmte Verse des Korans auswendig lernen müssten, ohne diese zu reflektieren.
Ihr Auftritt bei al-Dschazira am 21. Februar 2006 wurde von zahlreichen Medien aufgegriffen und verbreitete sich schnell durch E-Mails und Weblogs. Das Thema der Talkshow war die Meinungsfreiheit und der Versuch, deren Grenze in der westlichen Kultur zu verstehen. Dieser Auftritt brachte ihr neben Morddrohungen Lob von Reformern ein. In der besagten Talkshow meinte sie unter anderem ironisch, die Muslime könnten den Israelis danken, weil diese durch die Ermordung von Moslems denen den Traum vom Märtyrertod erfüllten.

## Werke
- Wafa Sultan: A God Who Hates: The Courageous Woman Who Inflamed the Muslim World Speaks Out Against the Evils of Islam, St. Martin’s Press, New York, Oktober, 2009, ISBN 978-0-312-53835-4